# دينكللاند
دينكللاند Dinkelland  هي بلدية ومدينة بمقاطعة أوفرآيسل شرق هولندا.

## طوبوغرافيا
خريطة طوبوغرافية هولندية لبلدية دينكللاند، يونيو 2015، (تقرأ بعد ثلاث نقرات على الخريطة).

## توأمة
لدينكللاند اتفاقيات توأمة مع:
- شتاتلون

## أعلام
- هني كويبر